# Cylindromyia townsendi
Cylindromyia townsendi är en tvåvingeart som beskrevs av Guimaraes 1971. Cylindromyia townsendi ingår i släktet Cylindromyia och familjen parasitflugor. Inga underarter finns listade i Catalogue of Life.